# Werner Stötzer
Werner Stötzer, né le 2 avril 1931 à Sonneberg (Allemagne) et mort le 22 juillet 2010 à Altlangsow (Allemagne), est un sculpteur, bronzier et dessinateur allemand.
Il a vécu et travaillé à Altlangsow (municipalité de Seelow) dans l'Oderbruch.

## Biographie

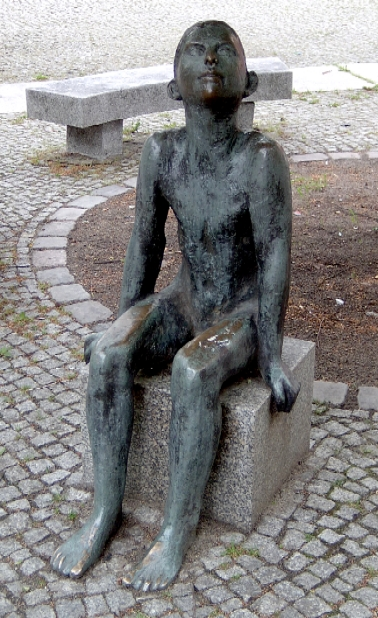
Garçon assis en bronze (1956) dans la Erich-Weinert-Straße à Berlin.

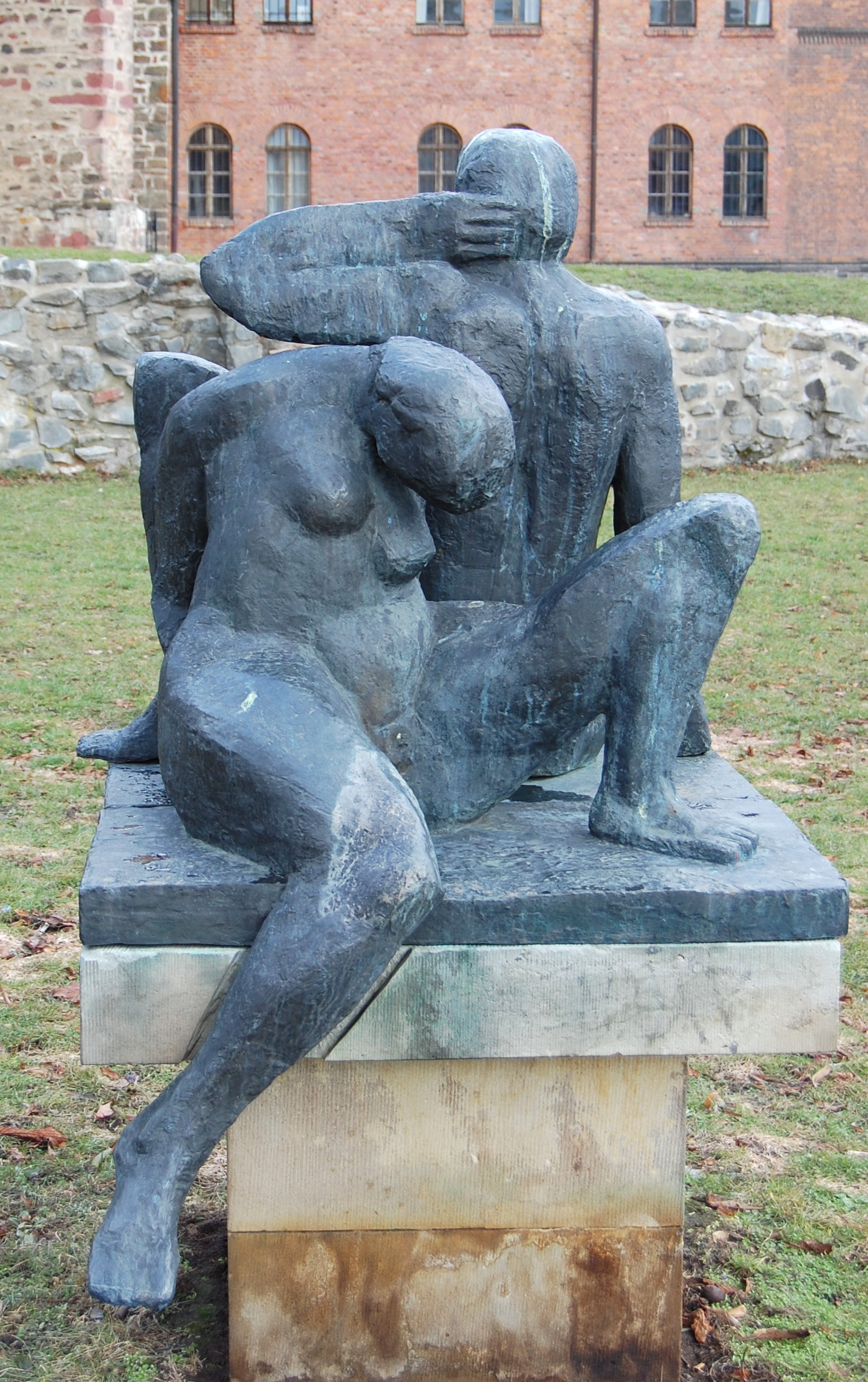
Werra et Saale (1986) dans le parc de sculptures de Magdebourg.

Werner Stötzer naît à l'hôpital de Sonneberg. Il grandit à Steinach et, après une formation de céramiste au Collège des arts appliqués à Sonneberg, il étudie 1949 à 1951 au Collège d'Architecture et Beaux-Arts de Weimar avec, pour professeurs, Henry Domke, Hans van Beek et Siegfried Tschiersky. En raison de la réorientation de l'École, il s'inscrit au Collège des Beaux-Arts de Dresde où il suit les cours d'Eugen Hoffmann et Walter Arnold de 1951 à 1953. De 1954 à 1958, il est élève en perfectionnement (Meisterschüler) auprès de Gustav Seitz à l'Académie des arts, où étudient également, entre autres, Manfred Böttcher et Harald Metzkes, avec lesquels il se lie d'une longue amitié, ainsi que le peintre Ernst Schroeder. À la fin de ses études, il travaille surtout en tant qu'artiste indépendant.
Werner Stötzer est également enseignant. De 1975 à 1978, il est conférencier invité à l'école d'art de Berlin-Weißensee. De 1987 à 1990, il occupe un poste de professeur à l'Académie des arts de la RDA. À partir de 1978, il est membre régulier et, de 1990 à 1993, vice-président de l'Académie des arts. Il devient lui-même le mentor de nombreux artistes. Il a notamment pour étudiants en maîtrise les sculpteurs Horst Engelhardt, Berndt Wilde et Joachim Böttcher et, de 1989 à 1992, le peintre et scénographe Mark Lammert.

## Récompenses et distinctions
- 1962 : Prix Will-Lammert de l'Académie des arts de la RDA
- 1975 : Prix Käthe-Kollwitz de l'Académie des arts de la RDA
- 1977 et 1986 : Prix national de la République démocratique allemande
- 1994 : Prix d'art Ernst Rietschel pour la sculpture
- 2008 : Prix artistique du Brandebourg (de)
- 2009 : Citoyen d'honneur de la ville de Seelow

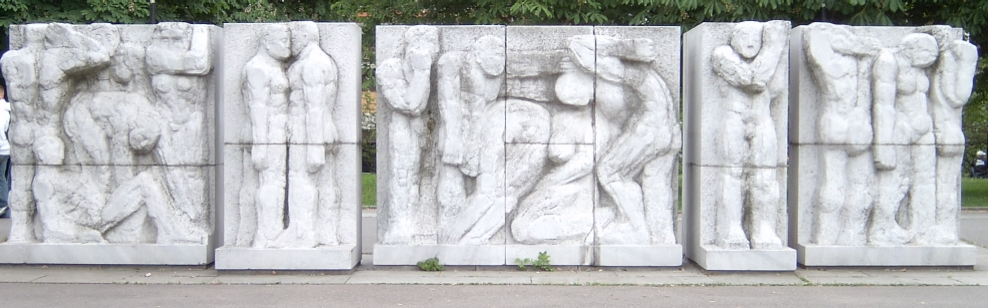
Relief en marbre Vieux Monde au Marx-Engels-Forum à Berlin (1985/86).